# Jan z Walii
Jan z Walii, Johannes Galensis OFM (ur. w XIII w. w Walii, zm. w 1285 w Paryżu) – walijski franciszkanin, teolog i filozof.

## Życiorys
Jan z Walii urodził się między 1210 a 1230. Po wstąpieniu do franciszkanów studiował na Uniwersytecie Oksfordzkim. W 1260 zdobył doktorat. Studiował również prawo kanoniczne. Do 1270 wykładał w Oksfordzie. Następnie przeniósł się do Paryża, gdzie był wykładowcą do swojej śmierci w 1285. W swoich dziełach cytował wielu autorów starożytnych.

## Dzieła
Pisał po łacinie. Do najważniejszych dzieł zalicza się:
- Breviloquium de philosophia, sive sapientia sanctorum (traktat o filozofii i mądrości świętych), przetłumaczony w XV w. na język kataloński
- Compendiloquium, kompendium historii filozofii
- Communiloquium o Summa collationum, rodzaj podręcznika dla kaznodziejów i kapłanów, przetłumaczonego w XVI w. na język kataloński
- Decretales mediæ, zbiór akt prawnych
- Expositio super Apocalypsim (komentarz do Apokalipsy św. Jana, którego egzemplarz przechowywany jest m.in. w Oddziale Rękopisów Biblioteki Uniwersytetu Wrocławskiego pod sygnaturą I F 78)